# Gardna
Gardna – kolonia wsi Olchowo, położona w województwie zachodniopomorskim, w gminie Nowogard.
W latach 1975–1998 kolonia położona była w województwie szczecińskim.
Zamieszkana przez kilkunastu mieszkańców niewielka kolonia położona przy trasie DK6. Do niedawna nosiła nazwę Nowy Dwór.